# Terry Everett
Robert Terry Everett (ur. 15 lutego 1937 w Dothan, zm. 12 marca 2024 w  Rehobeth) – amerykański polityk, członek Partii Republikańskiej. W latach 1993–2009 był przedstawicielem drugiego okręgu wyborczego w stanie Alabama w Izbie Reprezentantów Stanów Zjednoczonych. Nie ubiegał się o dziewiątą, dwuletnią kadencję w 2008.
Zmarł we śnie, 12 marca 2024, w swoim domu w Rehobeth.